# Henrich Knuth
Henrich Maximilian greve Knuth (født 9. juli 1870 i Sorø, død 23. september 1939 på Frederiksberg) var en dansk adels- og embedsmand, bror til Eigil Knuth og far til Eggert Adam Knuth.
Han var søn af greve, kammerherre Adam Knuth (1829-1902) og hustru Annette f. baronesse Haxthausen (død 1898), blev student (privat) 1892 og cand.polit. 1896, assistent i Finansministeriet 1897, i Ordenskapitlets kontor 1905, fuldmægtig i Finansministeriet 1908, i Ordenskapitlet samme år, Ordenskapitlets sekretær og chef for Ordenskapitlets kontor fra 1909 og samtidig fungerende sekretær ved Overkammerherreembedet.
Henrich Knuth blev Ridder af Dannebrogordenen 18. december 1908, kammerherre 5. december 1910, Dannebrogsmand 8. oktober 1917, Kommandør af 2. grad 26. september 1924 og Kommandør af 1. grad 28. april 1934. Han var også medlem af bestyrelsen for Dansk Adelsforbund fra 1908 og for Det til Minde om 1. Aug. 1829 stiftede Legat for Enker og ugifte Personer af Kvindekønnet i den borgerlige Stand fra 1910 (formand samme år), administrator for det Vind-Tesdorpt'ske Fideikommis, bestyrelsesmedlem i A/S Frederiksberg Metalvarefabrik, Dansk Koloniallotteri og og genforsikrings-aktieselskaberne »Gæa« og »Univers« samt præsident, senere ærespræsident, for Indendanturforeningen.
Knuth blev gift 18. april 1900 i Davinde Kirke med Anna Sophie Elisabeth Vind (13. marts 1876 på Sanderumgård – 14. januar 1961), besidderinde af det Vind-Tesdorpfske Fideikommis og datter af kammerherre Sophus Vind og Adelgunde f. Tesdorpf.